# 基督教左派
基督教左派 （英語：Christian left）发源于美国，是指基督徒中左派份子的一系列关于政治和社会的运动，主要包括維持社会正义和公平制度。它与主要包括社会保守主义的基督教右派和基督教基本教義派的政治和社会运动相对。
作为左派，其最常见的基督教社會观点为社会正义，照顾穷人和被压迫者（少数族群）。
支持者鼓励政府实行普遍医疗，福利，补贴教育，对外援助，以及政府补贴的以改善貧窮人士生活的计划。
基督教左派人士源于平等价值观，认为对被压迫者采取行动是其部分宗教义务，更上他們認為耶穌在世期間大力幫助窮人及被歧視欺壓的人士，並對抗猶太教教士等保守派勢力的權勢，與他們的理念相同。

## 术语
与左右政治光谱中的任何部分一样，基督教左派这样的标签代表了一种近似，其中包括持有许多不同观点的团体和个人。左翼一词可能包含许多价值观，其中一些可能由不同的基督教运动和个人持有，也可能不持有。作为一个松散的信徒协会的非官方名称，它与更广为人知的基督教右派或宗教右翼及其主要领导人和政治观点有着明显的区别。基督教左派并不认为左派政策，无论是经济还是社会政策，都与基督教信仰形成明显对比。
最常见的左翼宗教观点是社会正义，即关心贫困和受压迫的少数群体。这一趋势的支持者可能会鼓励全民医疗保健、福利规定、补贴教育、外国援助和平权行动，以改善弱势群体的状况。由于价值观源于平等主义，基督教左派的信徒认为代表被压迫者采取行动是他们宗教责任的一部分。
马太福音25:31-46和其他经文经常被引用来支持这一观点。由于几乎所有主要宗教都包含某种帮助他人的要求，各种宗教的信徒都认为社会正义是一场符合他们信仰的运动。
社会正义一词是由意大利天主教耶稣会学者路易吉·塔帕雷利在19世纪40年代创造的，他受到了托马斯·阿奎那著作的启发。基督教左派认为，社会正义、放弃权力、谦卑、宽恕和私下观察祈祷（如马太福音6:5-6），而不是公开要求的祈祷，都是福音所要求的。圣经中记载了耶稣一再为穷人和被抛弃的人辩护，而不是为富人、有权势的人和宗教人士辩护。基督教左派认为，这种立场是相关和重要的。基督教左派坚持“转脸”的标准，他们认为这取代了旧约“以眼还眼”的律法，有时会听到和平主义的声音，反对推进军国主义的政策。
中世纪的瓦勒度派具有左翼特征。基督教左派中的一些人以及一些非宗教社会主义者在福音书中找到了对无政府主义、共产主义和社会主义的支持，例如米哈伊尔·戈尔巴乔夫将耶稣称为“第一个社会主义者”。基督教左派是一个广泛的类别，包括基督教社会主义，以及不认为自己是社会主义者的基督徒。

## 历史
在19世纪高度反教权的社会主义和共产主义等反建制左翼运动的早期历史的大部分时间里，一些建制派教会是由神职人员领导的，他们认为革命是对其地位和权力的威胁。教会有时被视为建制派的一部分。美国、法国和俄罗斯的革命在一定程度上是针对老牌教会，或者更确切地说是针对其主要神职人员的，并建立了政教分离。
19世纪，一些作家和活动家发展了基督教社会主义思想流派，将社会主义原则注入基督教神学和实践。早期的社会主义思想家，如罗伯特·欧文、亨利·德·圣西门，将他们的社会主义理论建立在基督教原则的基础上。卡尔·马克思和弗里德里希·恩格斯在《共产党宣言》中提出了世俗社会主义理论，反对这些理论。

### 左派和基督教的联盟
从19世纪末20世纪初开始，一些人开始认为真正的基督教与左翼观点有很多共同之处。从希波的圣奥古斯丁的《上帝之城》到圣托马斯·莫尔的《乌托邦》，主要的基督教作家都阐述了社会主义者认为可取的观点。主要的兴趣是新约中极其强烈的平等主义。其他常见的左翼问题，如和平主义、社会正义、种族平等、人权和拒绝过度财富，也在《圣经》中得到了强烈表达。19世纪末，社会福音运动兴起（特别是在北美和英国的一些圣公会教徒、路德宗教徒、卫理公会教徒和浸礼会教徒中），该运动试图将进步主义和社会主义思想与基督教相结合，以产生基于信仰的社会行动主义，并得到基督教社会主义等运动的推动。在这一时期的美国，圣公会教徒和公理会教徒通常在神学解释和遵守社会福音方面都是最自由的。在加拿大，由自由派公理会教徒、卫理公会教徒和长老会教徒组成的联盟成立了加拿大联合教会，这是首批真正的基督教左翼教派之一。20世纪后期，古斯塔沃·古铁雷斯和马修·福克斯等作家倡导解放神学。

### 基督教和工人
在很大程度上，基督教左派是由神职人员在工人阶级中从事牧灵工作的经历发展而来的，他们往往没有任何社会哲学，只是对工人的牧灵和福音关怀。在英国的卫理公会教徒和盎格鲁-天主教徒、德国的阿道夫·科尔平神父和比利时的约瑟夫·卡迪因尤其如此。

### 基督教左派和和平人权运动
一些基督教团体与反对越南战争和2003年入侵伊拉克的和平运动密切相关。许多国家的宗教领袖也一直站在批评任何削减社会福利计划的最前沿。此外，许多著名的民权活动家都是宗教人士。

### 美国
在美国，基督教左派的成员来自不同的教派：和平教会、新教主流教会、天主教和一些福音派。

#### 马丁·路德·金
马丁·路德·金是一位美国浸礼会牧师和活动家，从1955年到1968年被暗杀，他成为民权运动中最引人注目的发言人和领袖。受到基督教信仰和圣雄甘地非暴力行动主义的启发，他领导了针对吉姆·克劳法和其他形式歧视的有针对性的非暴力抵抗。1957年，金和其他民权活动家成立了南方基督教领袖会议（SCLC）。该组织的成立是为了利用黑人教会的道德权威和组织力量，为民权改革服务，进行非暴力抗议。该团体的灵感来自福音传教士葛培理的福音十字军，他与金成为了朋友，以及由金的盟友斯坦利·利维森和埃拉·贝克创立的友谊团体的全国性组织。金领导SCLC直到去世。
作为一名牧师，金的主要影响者是耶稣基督和基督教福音书，他几乎总是在宗教会议、教堂演讲和公开演讲中引用这些福音书。王的信仰强烈地基于耶稣的诫命，即爱邻舍如己，爱上帝高于一切，爱你的敌人，为他们祈祷并祝福他们。他的非暴力思想也基于山上宝训中的“伸出另一侧脸颊”，以及耶稣将剑放回原处的教导（马太福音26:52）。在他著名的《伯明翰狱中书信》中，金敦促采取与他所说的耶稣“极端主义”之爱相一致的行动，并引用了许多其他基督教和平主义作家的话，这对他来说是很常见的。在另一篇布道中，他说：
在我成为民权领袖之前，我是一名福音传教士。这是我的第一个使命，至今仍是我最大的承诺。你知道，实际上，我在民权方面所做的一切都是因为我认为这是我事工的一部分。我在生活中没有其他野心，只有在基督教事工中取得卓越成就。我不打算竞选任何政治职位。我不打算做任何事情，只想继续做一名牧师。我和其他许多人在这场斗争中所做的一切，源于我觉得传教士必须关心所有人。

## 信念

### 同性恋
基督教左派对同性恋的态度通常与其他一些基督教政治团体不同。尽管持有相似的宗教观点，但这种方法可以通过以不同的方式关注问题来推动，或者通过持有不同的宗教观念来推动。那些与其他基督教政治团体有相似想法但关注点不同的基督教左派可能会认为，基督教在某些问题上的教义，如《圣经》禁止杀戮或批评财富集中，在政治上比宗教右派强调的社会问题上的教训更重要，如反对同性恋。基督教左派的其他人不仅对问题的关注与其他基督教政治团体不同，而且宗教观念也不同。
例如，一些基督教左派成员可能认为对同性恋者的歧视和偏见是不道德的，但他们对同性性行为的看法不同。一些人认为同性性行为是不道德的，但与社会正义相关的问题，甚至与涉及异性性行为的性道德问题相比，这并不重要。其他人则声称，一些同性恋行为与基督徒的生活是相容的。这些成员认为，用于谴责同性恋的常见圣经论点被误解了，圣经对同性恋行为的禁令实际上是反对一种特定类型的同性恋性行为，即鸡奸，即年长男性对年轻男孩的鸡奸。因此，在考虑现代同性关系时，他们认为圣经中的禁令无关紧要。

### 生活伦理
一种相关的思想是（天主教和进步福音派）一致的生活伦理，它认为反对死刑、军国主义、安乐死、堕胎和全球财富分配不均是相互关联的。这是一个亚伯拉罕宗教以及一些佛教徒、印度教徒和其他宗教成员所共有的概念。已故的芝加哥红衣主教约瑟本纳定于1983年提出了一致的生活伦理思想。当代人尤其与这一思想有关。

### 解放神学
解放神学是一种出现在发展中国家，主要是拉丁美洲的神学传统。自20世纪60年代以来，天主教思想家将左翼思想与天主教相结合，产生了解放神学。它出现在反对南美洲和中美洲专制领导人的天主教思想家与共产主义反对派结盟的时候。然而，它独立于美国黑色神学并大致与之同时发展，不应与之混淆。信仰教义部决定，虽然解放神学与天主教社会教义部分兼容，但其中的某些马克思主义元素，如永恒阶级斗争的教义，是反对教会教义的。

### 政党
- 意大利民主党（基督教左翼派系）
- 民主中心（意大利）
- 基督教民主党（希腊）
- 基督教社会党 (瑞士)（天主教）
- 激进党和福音派人民党（并入荷兰绿色左派）
- 基督教民主党（乌拉圭）
- 基督教民主党 (智利)
- 公民左翼（智利）
- 桑地诺民族解放阵线（尼加拉瓜）
- 工党 (英国)（左翼基督徒派系，前身为基督教社会主义运动）
- 信仰与团结社会民主党（社会民主党中的一个宗教组织）
- 团结民主（意大利）
- 全民合作联盟（并入加拿大新民主党）
- 美国团结党（经济左翼）
- 禁酒党（经济左派）
- 波兰共和国自卫（农业和民族主义基督教左派）
- 人道主义民主中心（有基督教左翼派系）

### 早期基督教
- 基督教无政府主义
- 基督教共产主义

### 运动和教派
很多宗教运动和教派与现代的基督教左派有类似的理念：
- 重浸派
- 第五王国派
- 挖掘派
- 贵格会
- 卡特里派等异端运动
- 解放神学
- 罗拉德派
- 和平教会
- 德国农民战争
- 基督徒在瓦特·泰勒农民起义中的作用，见罗拉德派牧师约翰·鲍尔
- 瓦勒度派
- 耶稣运动
- 一位论派
- 普世主义
- 天主教工人运动 (美国)
- 基督会
- 公理会
- 新兴教会运动
- 美国圣公会
- 进步全国浸信会
- 联合基督教会
- 基督复临安息日会